# Campionati europei di salto ostacoli 1985
I Campionati europei di salto ostacoli 1985 si sono svolti a Dinard, in Francia. 

## Podi
| Evento           | Oro               | Argento        | Bronzo         |
| Gara individuale | Paul Schockemöhle | Heidi Robbiani | John Whitaker  |
| Gara a squadre   | Regno Unito       | Svizzera       | Germania Ovest |

## Medagliere
| Posiz. | Nazione        | Oro | Argento | Bronzo | Totale |
| ------ | -------------- | --- | ------- | ------ | ------ |
| 1      | Germania Ovest | 1   | 0       | 1      | 2      |
| 1      | Regno Unito    | 1   | 0       | 1      | 2      |
| 3      | Svizzera       | 0   | 2       | 0      | 2      |
| Totale | Totale         | 2   | 2       | 2      | 6      |